# ガウル (インド)
ガウル（ベンガル語：গৌড়、Gaur）は、インドの西ベンガル州、マールダー県の都市。ガウダ、ゴウル、ラクナウティ（ラクナワティ）とも呼ばれる。かつてはベンガル・スルターン朝の首都であった。

## 歴史

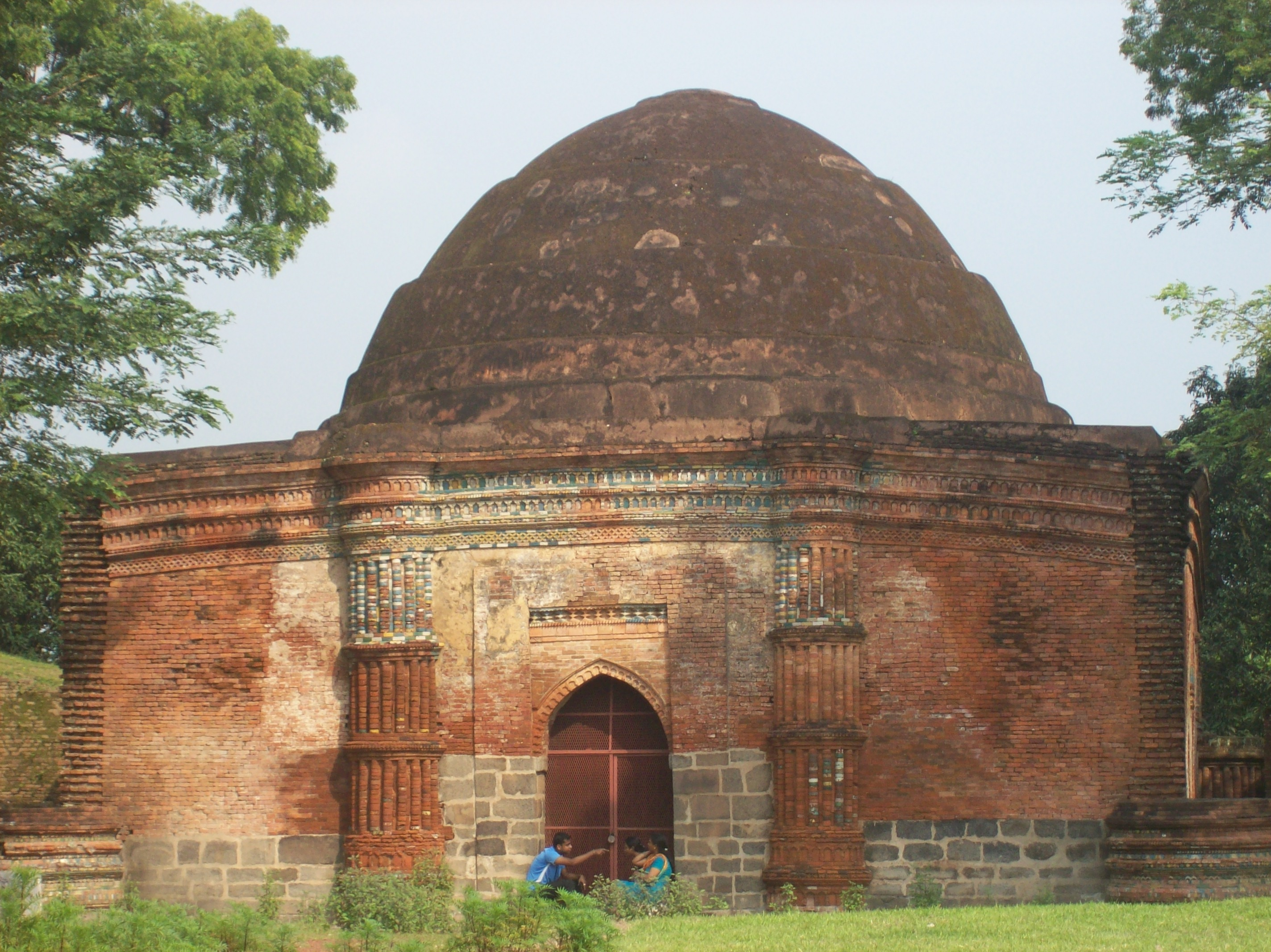
ガウルの古いモニュメント

ガウルの歴史は古く、パーラ朝の時代に建設された。
セーナ朝の時代、ガウルはラクシュマナヴァティー（Lakshmanavati）、あるいはラクナウティ（Lakhnauti）と呼ばれた。
1198年、ムスリム勢力のゴール朝に征服された。その後、奴隷王朝ではベンガルの地方長官の都市となった。また、パーンドゥアーも首都として使用された。
1575年、ムガル帝国の武将ムヌイム・ハーンによって占領された。

## 地理
ガウルは北緯24度52分 東経88度08分 / 北緯24.867度 東経88.133度に位置している。